# Alejandro Gallinal (localidad)
Alejandro Gallinal, conocida como Cerro Colorado, es una localidad uruguaya del departamento de Florida.

## Ubicación
La localidad se encuentra situada en la zona sureste del departamento de Florida, sobre la cuchilla Grande Inferior, junto a la ruta 7 en su km 142. Dista 72 km de la ciudad de Florida y 142 km de Montevideo. En la zona nace el arroyo Timote y el río río Santa Lucía Chico

## Historia

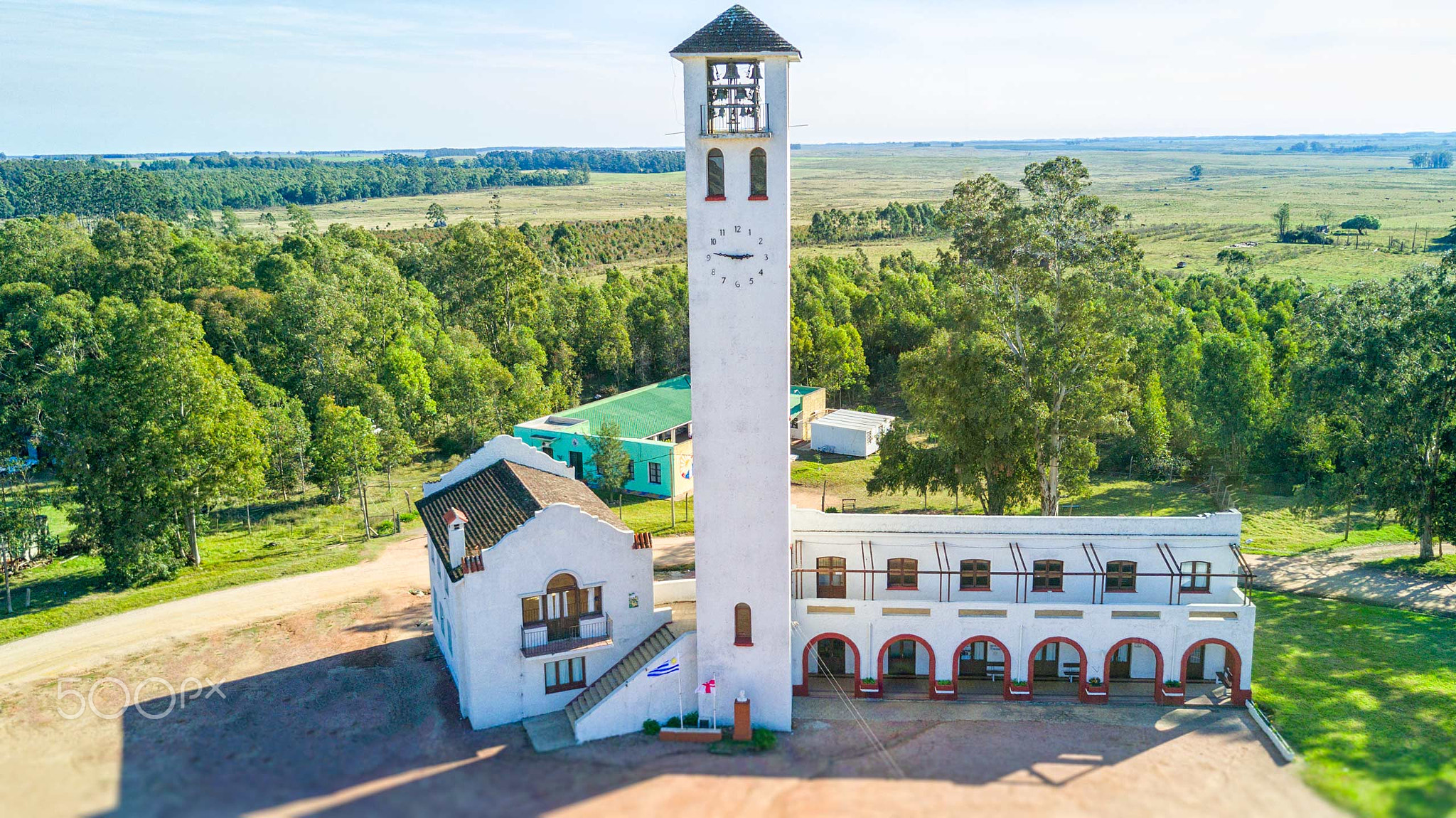
El Carrillón, uno de los edificios emblemáticos de la localidad.

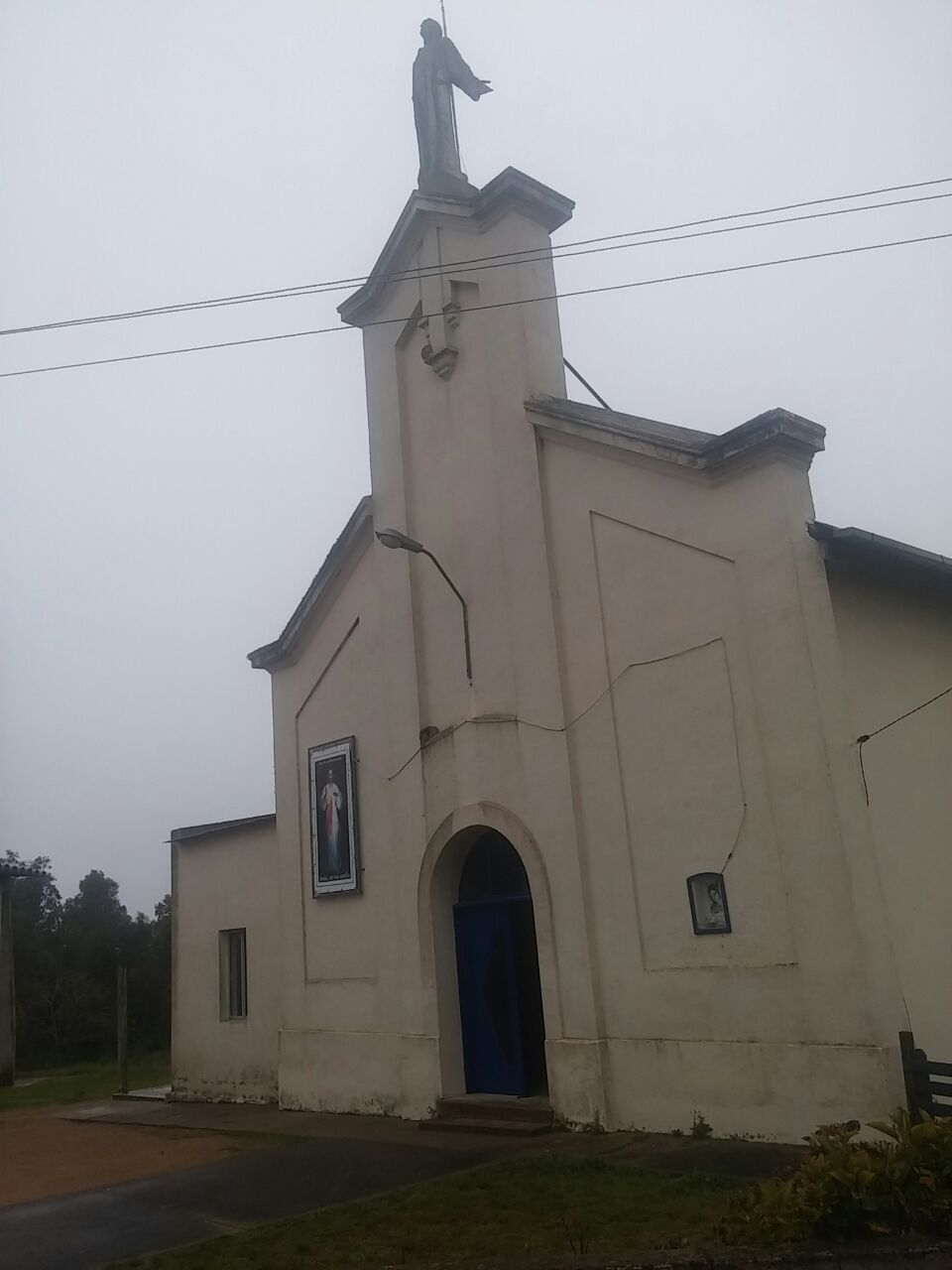
Capilla Católica de Cerro Colorado.

El pueblo surgió en el año 1915, cuando el político y empresario Alejandro Gallinal del Partido Nacional donó los terrenos destinados a la localidad y otras instituciones. En 1919 se inauguró la Capilla San Juan Bautista, la escuela N°17 fue trasladada desde el Paraje Milán a su actual edificio el 13 de mayo de 1921.
En 1950 se construyó el Cementerio local y un año más tarde la comisaría. La construcción del tanque de agua comenzó 1953 y al año siguiente se cuenta con agua corriente, a partir del año 1968 se dejan de lado los faroles y velas tras la llegada de la luz eléctrica. El Carrillón  se comenzó a construir en 1954 y se inauguró en 1962, está construido con hierro y hormigón, mide 36 metros. 
Luego de la muerte de Alejandro Gallinal, su hijo Alberto Gallinal, continuó con la obra y logró que muchos servicios se instalaran allí, al tiempo que se seguían obteniendo donaciones procedentes del extranjero.
En sus comienzos la localidad adoptó el nombre de la estación de trenes Cerro Colorado instalada allí. El 18 de diciembre de 1952 adoptó el nombre Alejandro Gallinal por ley 11.893. Fue elevado oficialmente a la categoría de pueblo el 28 de enero de 1985 por ley 15.108.

## Población
Según el censo del año 2011 la localidad contaba con una población de 1.357 habitantes.
| 593           | 906 | 1092 | 1170 | 1336 | 1357 |
| (Fuente: INE) |     |      |      |      |      |

## Economía
La zona siempre se destacó por su producción agrícola ganadera pero en los últimos años la producción forestal y lechera pasó a ser la principal actividad comercial.

## Atractivos
La localidad se caracteriza por tener un edificio que alberga un Carrillón, que tiene 23 campanas y cada una tiene un nombre grabado.  Lanza sus melodías cada 15 minutos durante las 24 horas. Las bandas perforales se encontraban muy gastadas por el constante uso, al punto que se decidió mantener silencioso el reloj durante las horas de la noche.
Así con una inversión que superó los 500.000 pesos se terminó la restauración de la fachada, así como en su sistema original de la melodía y en sistema de relojería en el 2016. Los días de fiesta patria, las 23 campanas ejecutan el Himno Nacional, o Mi bandera (Marcha). También están, entre otros temas, El Pericón Nacional, La Marsellesa, Noche de paz, y otras.
Lo mandó a construir el Doctor Alberto Gallinal en Holanda (Arle Rixtel), en la fundición de campanas de la firma Petit & Fritsen en el año 1960. 
La torre donde se colocaría el Carillón empezó a construirse en el año 1954 (aproximadamente), y es toda de hierro y hormigón, tiene escalera por dentro y 36 metros de altura hasta el balcón.
En la zona se encuentra la estancia turística más reconocida del Uruguay, San Pedro del Timote cerca del arroyo del mismo nombre.

## Instituciones educativas
- Centro CAIF local.
- Escuela pública Nº17.
- Liceo Cerro Colorado.

## Medios de Comunicación

### Radio
- 99.7 MHz El Carrillón FM Radio comunitaria de frecuencia compartida con el MEC. Ministerio de Educación y Cultura.

Administrada por integrantes de la comunidad, relacionados con la cultura y la comunicación. Trabajando en red con las instituciones locales, como escuela, liceo, centro deportivo y asociación de pasivos de la localidad. Los programas son realizados por vecinos, con variedad de estilos musicales, predominando el folclore uruguayo.